# Gele gifoogdaas
De gele gifoogdaas (Atylotus fulvus) is een vliegensoort uit de familie van de dazen (Tabanidae). De wetenschappelijke naam van de soort is voor het eerst geldig gepubliceerd in 1804 door Meigen.